# スティーヴ・マッケイ
スティーヴ・マッケイ（Steve Mackay、1949年9月25日 - 2015年10月10日）は、アメリカ合衆国の音楽家、作曲家、ザ・ストゥージズのサックス奏者。

## 概要
1969年にマーク・ランパートと結成したインストゥルメンタルデュオ、カーナル・キッチン（Carnal Kitchen）で活動中、そのライブを見たザ・ストゥージズのイギー・ポップに誘われてアルバム『ファン・ハウス』にサックス奏者として参加し、プロデビューした。
ザ・ストゥージズを離れた後は電気技師として働く傍ら、コマンダー・コディ・アンド・ヒズ・ロスト・プラネット・エアメン、ヴァイオレント・ファムズ、スネークフィンガー（フィリップ・チャールズ・リスマン）といった面々と共演した。1990年代の活動休止時期を挟んで、2000年代にはインストゥルメンタル・ミュージシャンであり、インディーズ・レーベル「ラドン（Radon）」の主催者スコット・ニーデガー（Scott Nydegger）らと主に共演した。また、2000年代中盤から再び音楽活動に専念し、ラドンに関係したミュージシャンたちやザ・ストゥージズのベーシスト、マイク・ワットをバックに従えて、ソロアルバムを3枚リリースした。
2003年に活動を再開したザ・ストゥージズには、イギー・ポップから再度誘われて再開当初から参加した。

## 生涯

### 生い立ち
1949年、ミシガン州グランドラピッズに生まれる。カリフォルニア州出身の母親がかつてナイトクラブのピアニストをしていたことから、幼少期から音楽環境には恵まれており、母親の所有するレコードやラジオから流れるジャズの名手たちの演奏を聴いて育った。父はブルーカラーだったが収入面では恵まれており、グランドラピッズの高級住宅街に住み、サックスの個人レッスンを受けた。父方の先祖には「Mad Angus Mackay」の異名を取ったヴィクトリア女王お抱えのバグパイプ奏者がおり、マッケイは自分の版権管理会社に彼の異名から取った「Mad Angus Music」という社名を付けた。なお、両親は彼が高校に入る前に離婚し、マッケイは父に引き取られた。

### ザ・ストゥージズ参加まで
高校時代から徐々にバンド活動に興味を持つようになるが、ちょうどその頃ブリティッシュ・インヴェイジョンが到来して周囲の友人たちがエレキギターに向かったことから、サックスを演奏できる人材が減り、そのため様々なバンドに呼ばれ、多くの演奏機会に恵まれた。そんな高校時代の仲間たちとやがてカオス・インクというバンドを結成し、ロウアー半島を一周する規模のツアーを行う。この頃にイグアナズというバンドのマネージャーをしていた人物から接触があり、マネジメントをさせて欲しいと頼まれている。この時、イグアナズのメンバーだったイギー・ポップと名乗る前のジェームズ・ニューエル・オスターバーグ・ジュニアと面識を得た。
高校卒業後は、本人はプロのサックス奏者になるつもりだったが、父に大学には行くように勧められ、1967年にミシガン州アナーバーにあるミシガン大学のアートスクールに進学する。
大学入学後、イギー・ポップも勤務経験があるレコードショップ「ディスカウント・レコーズ」でアルバイトを始めるとともに、アナーバーのクラブ、クリンツ・クラブに定期的に出演していたバンド、ビリーC・アンド・ザ・サンシャインに加入した。このバンドはジャズのスタンダードを主に演奏していたが、リード・ボーカルのジョージ・フレインが脱退したことをきっかけに、ザ・チャージング・ライノセロス・オブ・ソウル（The Charging Rhinoceros of Soul）と名を変えてリズム・アンド・ブルースバンドへと衣替えする。マッケイはジャズに興味を持っていたため、この方針転換には満足できず、1969年に自分の演奏したい音楽を求めて高校時代からの友人でありドラマーだったマーク・ランパートとインストゥルメンタルデュオ、カーナル・キッチンを結成する。結成当初はマッケイの自宅地下室で練習し、公共施設、公園、路上、カフェの前でゲリラ的に演奏するという状態だったが、やがて母校ミシガン大学の学園祭的催し（A Yearly Art School Costume Ball）に呼ばれ、初めて大勢の観客の前で演奏する機会を得た
この演奏を最前列の席から見ていたのがイギー・ポップだった。また、後に頻繁に共演するカントリーロックバンド、コマンダー・コディ・アンド・ヒズ・ロスト・プラネット・エアメンもライブに参加しており、マッケイの音楽キャリアにとって転機となるライブとなったこのライブ後に改めてマッケイはイギーと親交を結んでカフェで語り合う仲となり、1970年の春にデトロイトで行われたザ・ストゥージズのジャムセッションへの参加へ繋がった。
イギーは後に「ギター、ベース、ドラム以外の楽器の演奏者を探していた」と語っている。

### ザ・ストゥージズへの参加
デトロイトのジャムセッションでマッケイは「ファン・ハウス」と「1970」の演奏に参加する。このときのイギーからの指示は「アシッドをキメたメイシオ・パーカーみたいにプレイしてくれ」だった。
この演奏が認められ、マッケイはザ・ストゥージズの2ndアルバム『ファン・ハウス』へのレコーディング参加を要請される。これを了承した彼は、大学を中退し、カーナル・キッチンの活動を停止してレコーディングに参加し、「L.A. ブルース」で、後にイギーが「A Demonic Howl」と呼ぶ演奏を披露する。彼は更にツアーへの参加も要請され、最終的に1970年末までザ・ストゥージズと行動を共にすることになった。

### ザ・ストゥージズからの離脱
1970年の終わり頃、ザ・ストゥージズ内におけるサックス演奏の扱いについて、マッケイとイギーの間で見解の相違が表面化する。マッケイは当時のザ・ストゥージズのライブでは基本的にゲスト扱いで『ファン・ハウス』で参加した曲のみを演奏するだけという状況だった。この扱いに対してマッケイは、できれば正式なバンドメンバーとして全曲に何らかの形で参加したいし、リード演奏も増やして欲しいと要請したが、イギーは拒否し、マッケイを解雇した。結果的に、マッケイのザ・ストゥージズ参加期間は1年に満たないものとなった。

### ザ・ストゥージズ離脱後の活動
ザ・ストゥージズを解雇されたマッケイは、アナーバーに戻り、カーナル・キッチンの活動とディスカウント・レコーズでのアルバイトを再開した。
1972年にカーナル・キッチンは解散し、マッケイはブルースバンドのモジョ・ブギー・バンド（The Mojo Boogie Band）へ参加する。また、同じ時期に電気技師としても活動を開始する。
モジョ・ブギー・バンドはデトロイト近郊でのライブ活動を中心としたバンドであり、リズム・アンド・ブルース歌手のアンドレ・ウィリアムズと共演するなどコンスタントに活動はしていたが、商業的なレコード契約には辿り着くことが出来ず、1976年に解散した。
モジョ・ブギー・バンド解散後の1977年頃にマッケイはアナーバーを離れ、カリフォルニア州ベイエリアに向かう。
彼の地で電気技師として働くと共に、音楽活動では既にある程度商業的に成功していたジョージ・フレインを頼る。フレインからは彼のバンドのギタリスト、ビル・キッチナーを紹介され、彼のソロユニット、ムーンライターズ（The Moonlighters）に参加した。このバンドはアマースト・レコーズ（Amherst Records）との契約締結に成功し、マッケイもそのレコーディングに参加するが、その後の継続的な活動には加わらず、ベーシストでヴォーカリストだった当時の妻、アニー・ガルシア・マッケイとカーナル・キッチンを再開するとともに、いくつかのバンドのセッションプレーヤーとして過ごすことになる。本人はこの時期に継続的にセッション参加したバンドとして、コマンダー・コディ・アンド・ヒズ・ロスト・プラネット・エアメン、ミッチ・ウッズ・アンド・ロケット88’s、ラルフ・シャイン・ブルース・バンドを挙げている。1978年にはカーナル・キッチン名義でレコーディングを行うが、リリースはされず、同年にバンドは活動を停止した。
1980年に入り、ラルフ・シャイン・ブルース・バンドの唯一のアルバム『ザ・ラルフ・シャイン・ブルース・バンド』のレコーディングに参加する。このアルバムは1981年に発売された。
1982年にはスネークフィンガーの企画したプロジェクト、ヒストリー・オブ・ザ・ブルースにホーンセクションのリーダーとして参加し、ベイエリアで数回のセッションを行う。そのセッション活動の傍ら、1983年にヴァイオレント・ファムズのゴードン・ガノに誘われ、I-Beamで開催されたライブに参加する。これ以降、ヴァイオレント・ファムズとは頻繁にセッションを行うことになる。また、同じ頃、イビリー・ビビリー・エクスターナル・ピンヘッド・バンド（The Ibbilly Bibbilly Experimental Pinhead Band）をバックに従えてカーナル・キッチンを再開したが、この時は短期間で終了している。この年の終わり頃にラフ・トレード・オランダがヒストリー・オブ・ザ・ブルースのライブアルバムを企画し、この企画に付き合う形でマッケイは電気技師を辞め、スネークフィンガーと共にオランダへ渡った。
1984年、マッケイはスネークフィンガーとのライブ活動が終了した後もそのままオランダに滞在を続け、カーナル・キッチンを再開すると同時にレックス・リーズン・ブルース・バンド（Rex Reason Blues Band）というバンドにも参加する。レックス・リーズン・ブルース・バンドはヴァイオレント・ファムズがオランダツアーを行った時はサポートアクトとして同行した。ヴァイオレント・ファムズのヨーロッパツアー終了後、彼らの2ndアルバム『ホロウド・グラウンド』への参加を要請されるが、お互いの予定が調整できず、ヴァイオレント・ファムズはマッケイに代わるアルト・サックス奏者としてジョン・ゾーンを呼んだ。
レコーディングには参加できなかったが、ヴァイオレント・ファムズからは『ホロウド・グラウンド』発売後に行われたヨーロッパツアーへの参加を打診され、承諾した。その後のアメリカツアーに同行する予定はなかったが、彼らのホーンセクション、ホーンズ・オブ・ジレンマのリーダー、ジグムンド・スノペック3世が同行できなくなった際に代役として呼ばれ、そのまま彼らの3rdアルバム『ザ・ブラインド・リーディング・ザ・ネイキッド』のレコーディングにも参加することになる。
『ザ・ブラインド・リーディング・ザ・ネイキッド』は1986年にリリースされるが、レコーディング後に各メンバーがソロ活動に傾倒して一時的にバンド活動が停滞する。これにマッケイも影響を受け、他のバンドと共演することで音楽活動の継続を模索するが、アメリカツアーのはずが南アフリカに連れて行かれるなどの契約問題に悩まされて断念し、電気技師に戻ることになる。

### 雌伏期
1980年代後半から1990年代を通して、マッケイは音楽業界から引退している状態だった。
業界絡みの音楽活動としては、1990年に発売されたコマンダー・コディ・アンド・ヒズ・ロスト・プラネット・エアメンのアルバム『エイシズ・ハイ』へのレコーディング参加と、ヴァイオレント・ファムズのライブへの散発的な参加があるが、いずれもマッケイを音楽業界へ戻らせることには繋がらなかった。
この頃の唯一の継続的な音楽活動は、The Bay Area Boat Clubというクラブで1ヶ月に1度（第三木曜日）演奏するために結成されたアマチュアバンド、Third Thursday Bandへの参加だった。

### 音楽業界への帰還
1997年にマッケイはオルタナティヴ・ロックのファンジン、ブラック・トゥ・コム（Black to Comm）誌上でインタビューを受けた。そして、このインタビューを担当したライター、ローレン・ドブソンとその後も親交を結んだことが、ソロミュージシャンとしてのスティーブ・マッケイが誕生するきっかけとなった。
2000年、マッケイはローレン・ドブソンからインストゥルメンタル・ミュージシャン、リキュールボール（Liquorball）を紹介され、ザ・クロコダイルというクラブでの共演を約束した。リキュールボールはこの話を音楽仲間でノイズ・インストゥルメンタル・デュオ、シカラ（Sikhara）のリーダーであり、インディーズレーベル、ラドンの主催者スコット・ニーデガーに伝えたところ、マッケイの1975年死亡説を信じていたニーデガーは興味を持ち、共演を見るためにザ・クロコダイルへ足を運び、マッケイと面識を得た 。
後日、マッケイはニーデガーに連絡を入れ、彼が主催するラドンから自費で自分の持つ未発表音源をアルバムとしてリリースしたいと依頼した。ニーデガーはこれを承諾し、1978年に録音されたカーナル・キッチンの音源をアルバム『エン・ヴォヤージ - ア・レトロスペクティブ』としてリリースした 。

『エン・ヴォヤージ』リリース後、マッケイはニーデガーや彼の人脈で集めたミュージシャンたちを率いて西海岸ツアーを行い、同時期にロサンゼルスのカレッジ・ラジオ局KFJCのDJ、マーロン・カスバーグの番組に出演してセッションを披露した。
2001年、元ザ・ストゥージズのリードギタリスト、ロン・アシュトンからライブ参加を打診された。ロン・アシュトンは当時、ダイナソーJr.のオリジナルメンバー、J・マスシスが結成したユニット、J・マスシス＋ザ・フォッグのツアーにゲスト参加し、主にザ・ストゥージズのカヴァー演奏を行うパートに出演していた。マッケイはこの依頼を承諾し、サンフランシスコのグレート・アメリカン・ミュージックホールで開催されたライブで、ロン・アシュトンと30年ぶりに「ファン・ハウス」と「1970」を演奏した
2002年、オレゴン州ポートランドにあるチャイニーズレストラン、ザ・ジャスミン・ツリーで初のソロ名義のライブを成功させた。このライブでリトル・ベイルート・アンサンブル（Little Beirut Ensemble）と名乗ってバックを務めたバンドが、その後、マッケイのセッションを支えるザ・ラドン・アンサンブルズ（The Radon Ensembles）の母体になる。

### ザ・ストゥージズへの復帰
2003年、イギーからコーチェラ・フェスティバルで4月27日のステージに登場する再結成ストゥージズへの参加を打診され、これを承諾した。ただし、公式には「今回限り」といわれた復活であり、形としてはイギーのライブに元ザ・ストゥージズのメンバーが客演するという格好だった。
コーチュラ・フェスティバルへの出演を終わらせると、同年の7月にロサンゼルス・フリー・ミュージック・ソサエティの中心的バンド、スメグマ (アメリカ合衆国のバンド) とアルバム『サーティイヤーズオブサービス...』のためにレコーディングセッションを行った。続けて、これまでのラドン関係ミュージシャンとのセッションを1枚のソロアルバムとしてまとめるために、ニーデガーやザ・ラドン・アンサンブルズと共にニーデガーが当時生活の場としていたポルトガルのポルト市に渡り、その製作準備に立ち会った。
2004年、2003年中はイギー名義のライブに散発的に客演という状況だったザ・ストゥージズは正式に再結成し、ワールドツアーを開始する。マッケイもコーチュラ・フェスティバルに引き続いて参加することになり、ついに電気技師を引退して音楽活動へ専念する日が訪れた。ただし、マッケイによれば形としては客演扱いで、ステージでの演奏時間は長くてもセットリストの半分程度だった。また、この年は『サーティイヤーズオブサービス...』のリリースを記念して、スメグマとのライブセッションに参加し、元デッド・ケネディーズのジェロ・ビアフラと共演した。
2006年9月、長期に渡るザ・ストゥージズのワールドツアーが終わる直前直後に、マッケイ初のソロアルバムが2枚立て続けにリリースされた。1枚はワールドツアー終了直前の9月10日にリリースされた『トンネル・ダイナー』（アナログ盤のみ）、もう1枚はワールドツアー終了直後の9月26日にリリースされた『ミシガン・アンド・アークトゥルス』である。どちらもThe Radon Ensemblesがバックを務めたレコーディングセッションやライブセッションといった素材をまとめたものである。

翌10月にはザ・ストゥージズの4thアルバム『ザ・ウィヤードネス』に参加する準備を進めていたが、フロリダで行われたレコーディングの準備作業にマッケイは呼ばれなかった。この原因としてマッケイは、ロン・アシュトンが彼をレコーディングにフル参加させることに消極的だったからと後に語っている。結局、マッケイにとっての『ザ・ウィヤードネス』は、シカゴで1日半程度のレコーディングに参加しただけで終わった。

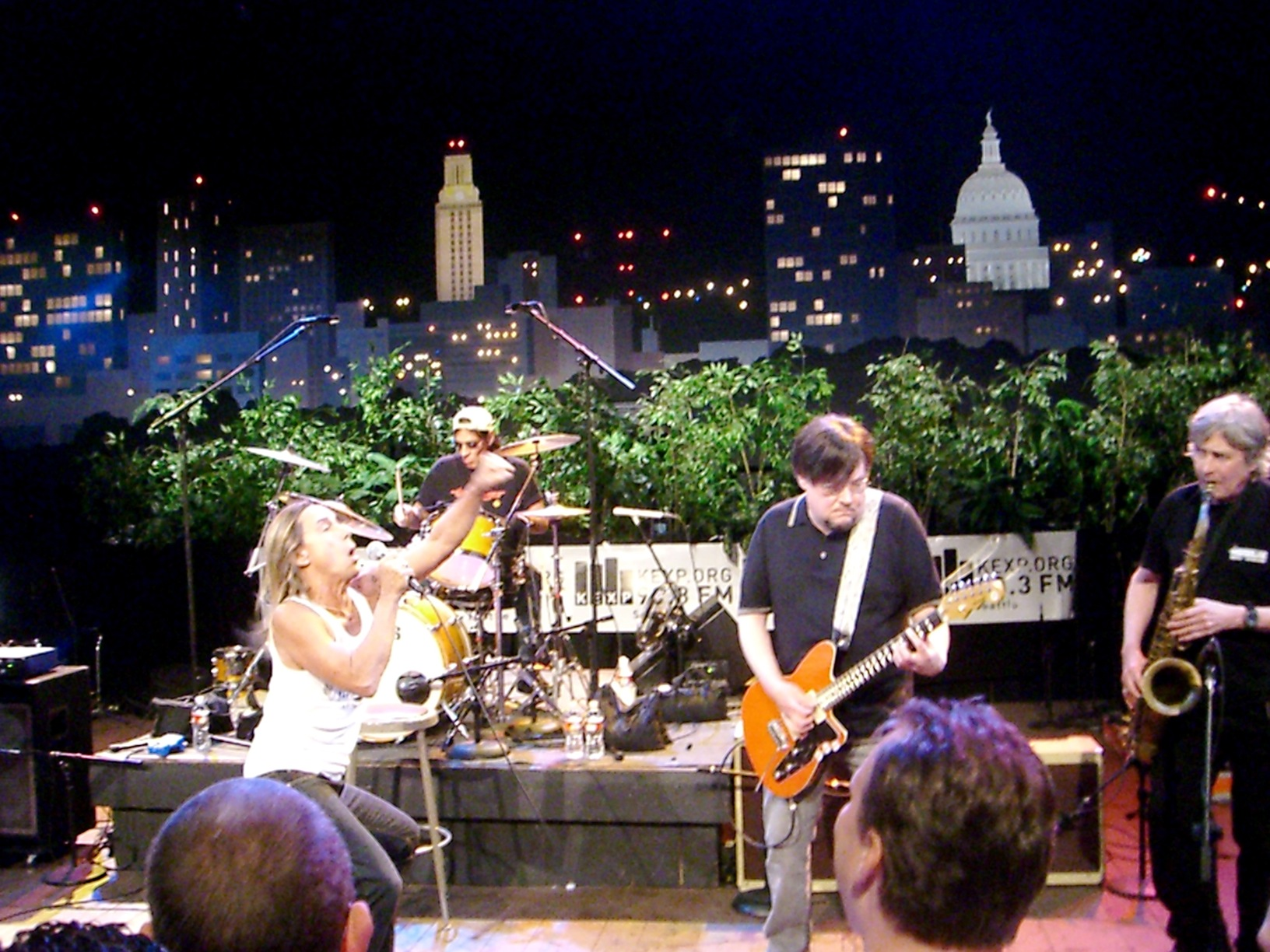
2007年のザ・ストゥージズ
向かって右端がマッケイ

### ソロ活動の活発化
『ザ・ウィヤードネス』のレコーディングから閉め出されても、マッケイがザ・ストゥージズから離脱することはなかったが、一方で3rdソロアルバムに向けてのレコーディングセッションを開始した。ザ・ストゥージズのワールド・ツアーの合間に行われたため、レコーディング場所は世界各地に及んだが、ヨーロッパ各国でもニーデガーの人脈が役立った。また、久々にマーク・ランパートともカーナル・キッチン名義でレコーディングを行った。加えて、ザ・ストゥージズのベーシスト、マイク・ワットもこのレコーディングに参加したため、彼の人脈からアイルランドのノイズ・インストゥルメンタル・バンド、エステル（ESTEL）がレコーディングメンバーに顔を揃えている。マッケイとマイク・ワットは非常に仲が良く、3rdソロアルバムに関してマッケイは「半分はマイクの仕事」と語っている。
そのエステルとは自身のソロアルバムとは別に2008年にセッションアルバムをレコーディングし、これは翌2009年にリリースされた。同じ2008年にはパルプのヴォーカリスト、ジャーヴィス・コッカーの2ndソロアルバム『ファーザー・コンプリケーションズ』にも参加した。
2009年1月6日、ロン・アシュトンが急逝し、イギーは同じく元ザ・ストゥージズのリードギタリスト、ジェームズ・ウィリアムソンを呼び戻すことに決めた。その正式決定前に、マッケイはウィリアムソンから要請され、彼の練習代わりのライブに付き合うことになった。この様子は後にライブアルバムとしてリリースされた。他にもこの年にはカーナル・キッチン結成40周年記念として、マーク・ランパート、マイク・ワットとともに記念ライブを敢行した。
なお、ザ・ストゥージズではバンドマスターとして呼び戻されたウィリアムソンによって、ライブのセットリストを占める曲目の見直しが行われ、サックスが採用された曲を増やすと共に、原曲にサックスが起用されていない場合は参加可能となるアレンジが加えられ、以降のライブではマッケイはセットリスト全てに参加可能になった。
2010年、この年にザ・ストゥージズはロックンロール・ホール・オブ・フェイムに選出されたが、マッケイとスコット・サーストンは正式なメンバーとしては認められなかった。イギーは自身の抗議にもかかわらず対象者とならなかったマッケイを慰労するため、3rdソロアルバムに無償でヴォーカルを提供すると申し出た。エステル、マイク・ワットといったゲストに加えて「Ypsi Jim」と名乗るイギーもゲストヴォーカルとして参加した3rdソロアルバム『サムタイムス・ライク・ディス・アイ・トーク』は同年8月にリリースされた。そして、マッケイはこの年の10月にマイク・ワットやエステルと共にアイルランドツアーを、11月から12月まで、ザ・ラドン・アンサンブルズを従えてヨーロッパツアーを敢行した。
2011年から2013年の前半にかけては、ザ・ストゥージズでの活動に加えて、ヴァイオレント・ファムズやマイク・ワットの別プロジェクト、ザ・ミッシングメンやザ・セカンドメンといったバンドへのライブセッション参加を行った。また、スコット・ニーデガーが中国で音楽ビジネスを始めた関係から、2012年に北京でNoji Collectiveというバンドとライブセッションを行った 。また、ジェームズ・ウィリアムソンと共に元トランスヴィジョン・ヴァンプのウェンディ・ジェームズのソロシングル「ユー・アー・ソー・グレイト / イッツ・オールライト・マ」に参加している。これは2012年10月9日にリリースされ、後に彼女のソロアルバム『The Price of the Ticket』に収録された。

### ザ・ストゥージズ活動休止後
2013年4月30日、ザ・ストゥージズは5thアルバム『レディ・トゥ・ダイ（ザ・ストゥージズのアルバム）』をリリースするが、程なくしてイギーが2016年までの休養を宣言し、ワールドツアー終了後の8月からザ・ストゥージズは活動を休止する。
マッケイはこれを受けて翌年のヨーロッパツアーの準備を開始するとともに、旧知のThird Thursday Bandと散発的にセッション活動をしつつ、ソニー・ヴィンセントが企画したレコーディングセッションに、グレン・マトロック、ラット・スケイビーズと共に参加する。同年の年末にはソニー・ヴィンセントとともにインタビューを受けるなどのプロモーションを行った。また、この年の終わり頃にはジェームズ・ウィリアムソンが企画したザ・ストゥージズのセルフカヴァーアルバム「Re-Licked」に参加した。
2014年3月にマッケイは、SpeedBall Jrというベルギーのバンド、BUNKTILTというフランスのバンド、加えてThe Radon Emsemblesの一員だったKaminskyとともにヨーロッパツアーを開始する。彼ら全員がいつも揃うわけではなく、会場によってメンバーは変化した。このツアーは9月まで続いた。
そのツアーの合間にも、5月にヴァイオレント・ファムズのライブに参加し、更に7月には中国でRound Eyeというパンクバンドと共演する。これは2012年の北京でのライブを見たRound Eyeのメンバーからスコット・ニーデガー経由でアプローチがあったもので、後に彼らの1stアルバムのレコーディングにも参加した。
翌2015年にもヨーロッパツアーを企画していた形跡があるが、何らかの事情で中止となった。同年の目立つ活動はRound Eyeの1stアルバムリリース記念ツアーに参加したことで、6月に中国を再訪している。翌7月にはスロバキアの音楽雑誌のインタビューでザ・ストゥージズの再開希望と、『En Voyage』の再レコーディングといった企画を語り、創作意欲が衰えていないところを示した。

### 死去
2015年9月7日、マッケイは敗血症によりカリフォルニア州デイリーシティのシートン・メディカル・センターに緊急搬送され、翌8日、病状が深刻なことからデイリーシティ・ホスピタルの集中治療室に移された。ジェームズ・ウィリアムソンはこれを受け、励ましのステートメントを発表したが、その後、回復することなく2015年10月10日にマッケイは他界した。イギーはステートメントを発表し、その死を悼んだ。

### 死去後
2016年2月24日、縁が深かったラジオ局、KFJCが追悼番組を放送した。2月27日、マッケイの住まいがあるカリフォルニア州パシフィカで、マイク・ワットやジェロ・ビアフラといった親交のあった面々が顔を揃えて追悼コンサートを開催した。当日、現地に向かえなかったイギーは、マイク・ワットの電話を通してマッケイに捧げる短い詩を披露した。

## 家族
1982年頃まではアニー・ガルシア・マッケイと婚姻関係にあったことが本人のインタビューからわかる。彼女との離婚後はパトリシア・スミスと事実婚状態にあった。パトリシアとの間には義理の娘が2人いる。

## 評価
イギー・ポップは『EXBERLINER』のインタビューで「マッケイの演奏はユニークで、他のメンバーに負けないパワーがあったからバンドへの参加を申し出た」と語った。
ジェームズ・ウィリアムソンは励ましのステートメントの中で、「彼のユニークな表現は（誰かの真似ではなく）彼自身に由来するものだ」と評価した。
ヴァイオレント・ファムズのブライアン・リッチーは、ヴァイオレント・ファムズの公式フェイスブックに掲載した長い追悼コメントの中で「彼の偉大な点は、単なるロックンロールのサックス奏者に留まらず、様々なジャンルを統合してロック・フィールドに持ち込んだことだ」と評価した。
マッケイ本人は『Fear and Loathing Fanzine』のインタビューの中で「自分が始めた時はダサい楽器だったサックスが、『ファン・ハウス』が評価されて以降、再びロックバンドの重要なパーツに戻ったことが嬉しい。」と語った。

## ディスコグラフィ

### 単独名義
|     | 発売日        | タイトル                   | レーベル                         | 備考           |
| --- | ------------- | -------------------------- | -------------------------------- | -------------- |
| 1st | 2006年9月10日 | Tunnel Diner               | Qbico                            | アナログ盤のみ |
| 2nd | 2006年9月26日 | Michigan and Arcturus      | Radon Collective, BASE, Fonoteca |                |
| 3rd | 2010年8月7日  | Sometimes like This I Talk | Radon, SOOPA, Polygot (2011)     |                |

### カーナル・キッチン

#### アルバム
| 発売日 | タイトル                    | レーベル | 備考             |
| ------ | --------------------------- | -------- | ---------------- |
| 2000年 | En Voyage - A Retrospective | Radon    | CD-R、自主製作盤 |

#### ミニアルバム
| 発売日 | タイトル         | レーベル               | 備考                    |
| ------ | ---------------- | ---------------------- | ----------------------- |
| 2009年 | North Beach Jazz | After Music Recordings | ライブ, CD, 12"アナログ |

### 参加作品
| 発売日 | タイトル                                                 | ミュージシャン（バンド名）                                      | 備考                                 |
| ------ | -------------------------------------------------------- | --------------------------------------------------------------- | ------------------------------------ |
| 1970年 | Fun House                                                | ザ・ストゥージズ                                                |                                      |
| 1981年 | The Ralph Shine Blues Band                               | Ralph Shine Blues Band                                          |                                      |
| 1984年 | Snakefinger's History Of The Blues Live In Europe        | スネークフィンガー                                              |                                      |
| 1986年 | The Blind Leading the Naked                              | ヴァイオレント・ファムズ                                        |                                      |
| 1988年 | Live 1971 & Early Live Rarities                          | ザ・ストゥージズ                                                | ライブ                               |
| 1990年 | Aces High                                                | コマンダー・コディ ・アンド・ヒズ・ロスト・プラネット・エアメン |                                      |
| 2004年 | Thirtyyearsofservice…                                    | Smegma                                                          |                                      |
| 2005年 | Telluric Chaos                                           | イギー・アンド・ザ・ストゥージズ                                | ライヴ                               |
| 2007年 | ザ・ウィヤードネス                                       | ザ・ストゥージズ                                                |                                      |
| 2009年 | Untitled Volume 1                                        | STEVE MACKAY / MIKE WATT / ESTEL                                |                                      |
| 2009年 | ファーザー・コンプリケーションズ                         | ジャーヴィス・コッカー                                          |                                      |
| 2010年 | James Williamson with The Careless Hearts                | ジェームズ・ウィリアムソン                                      | ライブ                               |
| 2010年 | Have Some Fun: Live at Ungano's                          | ザ・ストゥージズ                                                | ライブ                               |
| 2011年 | Raw Power Live: In the Hands of the Fans                 | イギー・アンド・ザ・ストゥージズ                                | ライブ                               |
| 2012年 | Sadistic Summer: Live at the Isle of Wight Festival 2011 | イギー・アンド・ザ・ストゥージズ                                | ライブ                               |
| 2013年 | The Blue Prostitutes with Steve Mackay                   | The Blue Prostitutes                                            |                                      |
| 2013年 | レディ・トゥ・ダイ                                       | イギー・アンド・ザ・ストゥージズ                                |                                      |
| 2014年 | Re-Licked                                                | ジェームズ・ウィリアムソン                                      |                                      |
| 2014年 | Spiteful                                                 | Sonny Vincent & Spite                                           |                                      |
| 2014年 | Featuring Steve Mackay (The Stooges)                     | Speedball Jr.                                                   | 7"アナログ、ザ・ストゥージズのカバー |
| 2015年 | Mary Ann                                                 | Sonny Vincent & Spite                                           | 7"アナログ                           |
| 2015年 | Round Eye                                                | Round Eye                                                       |                                      |
| 2016年 | The Price of the Ticket                                  | Wendy James                                                     |                                      |

### コンピレーション
| 発売日 | タイトル                                              | 備考 |
| ------ | ----------------------------------------------------- | --- |
| 1983年 | Seaside Curios                                        | 7"アナログ, ライブ, カーナル・キッチンと The Ibbilly Bibbilly Experimental Pinhead Bandのコンピレーション |
| 1997年 | アン・アーバー・ブルース&ジャズ・フェスティヴァル1973 | The Mojo Boogie Bandが参加したフェスティバルのライブ音源                                                  |
| 2005年 | United Scum Soundclash                                | Radon関係ミュージシャンのコンピレーション                                                                 |
|        | Death City                                            | CD-R, 1969年のカーナル・キッチンのライブ音源とShikharaの曲とのカップリング                                |
| 2011年 | The Prisoner / Saved Kooh                             | 7"アナログ, United Scum Soundclashとのカップリング                                                        |
| 2011年 | Machine Gun                                           | Radon関係ミュージシャンのコンピレーション                                                                 |

### 映像作品
| 発売日 | タイトル                                   | ミュージシャン（バンド名）       | 備考 |
| ------ | ------------------------------------------ | -------------------------------- | ---- |
| 2003年 | Live in Detroit                            | ザ・ストゥージズ                 |      |
| 2007年 | Escaped Maniacs                            | ザ・ストゥージズ                 |      |
| 2012年 | 実演!淫力魔人                              | イギー・アンド・ザ・ストゥージズ |      |
| 2013年 | ロン・アシュトン・トリビュート・コンサート | イギー・アンド・ザ・ストゥージズ |      |